# Gare de Charmes (Vosges)
La gare de Charmes (Vosges) est une gare ferroviaire française de la ligne de Blainville - Damelevières à Lure, située sur le territoire de la commune de Charmes, dans le département des Vosges en région Grand Est.
Elle est mise en service en 1857 par la Compagnie des chemins de fer de l'Est. C'est une gare de la Société nationale des chemins de fer français (SNCF) desservie par des trains TER Grand Est.

## Situation ferroviaire
Établie à 291 m d'altitude, la gare de Charmes (Vosges) est située au point kilométrique (PK) 25,346 de la ligne de Blainville - Damelevières à Lure, entre les gares de Bayon et de Vincey. C'était une gare de bifurcation, origine de la ligne de Charmes à Rambervillers (fermée).

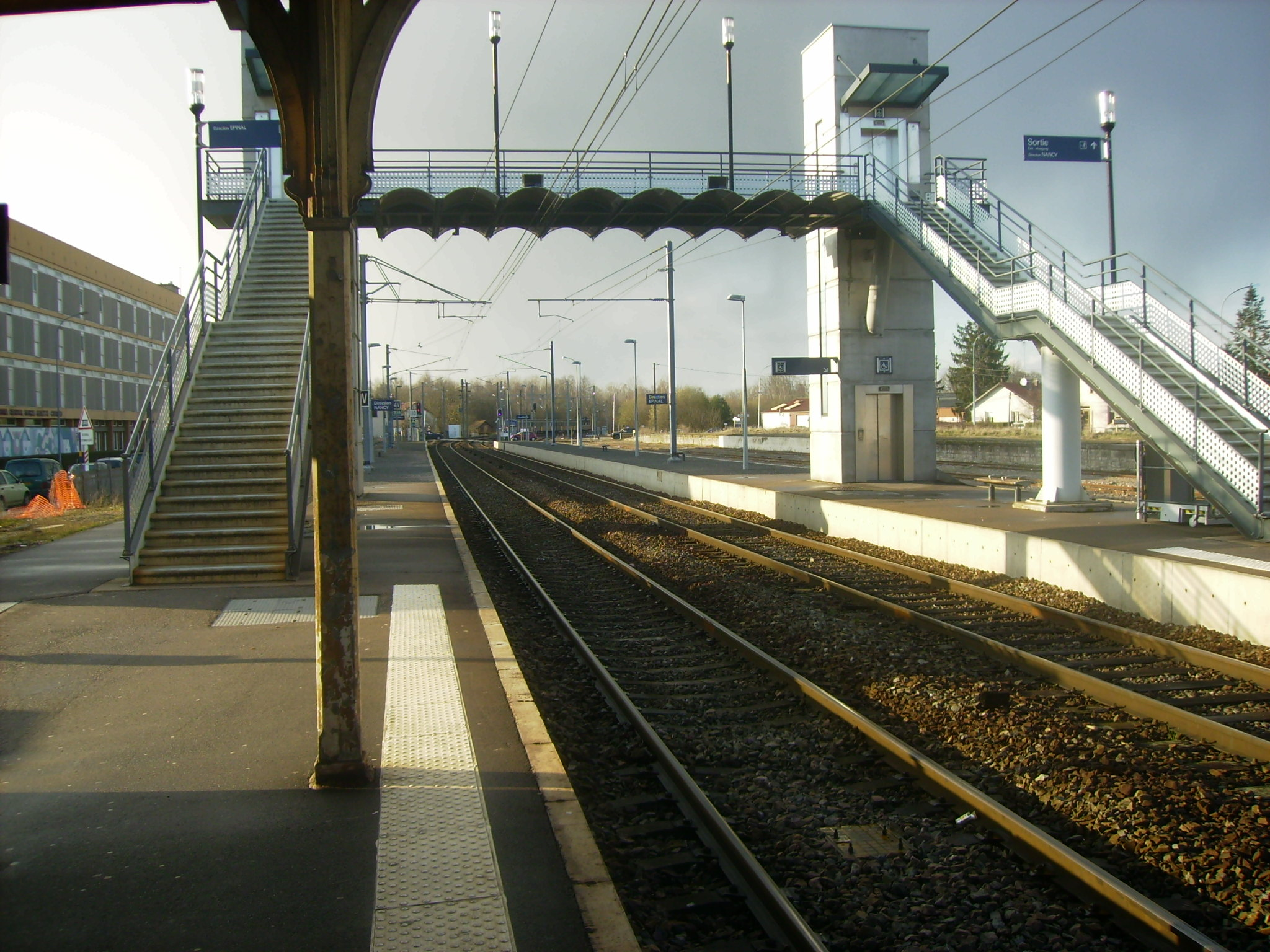
Les quais extérieurs et la passerelle.

## Histoire
La station de Charmes est mise en service le 24 juin 1857 par la Compagnie des chemins de fer de l'Est, lorsqu'elle ouvre à l'exploitation la section de Blainville à Épinal.
Elle devient gare de bifurcation, avec l'ouverture de la ligne de Rambervillers à Charmes en 1871 par la Compagnie des chemins de fer de l'Est qui a signé un accord, pour la construction et l'exploitation de ce chemin de fer d'intérêt local, avec la Compagnie du chemin de fer de Rambervillers à Charmes concessionnaire. 
En 2009, la gare fait l’objet d’un programme de réaménagement et de modernisation. Les travaux débutent au mois de mars et s'achèvent au mois de septembre 2009. Ils ont notamment concerné, le bâtiment voyageurs pour qu’il soit plus fonctionnel et attractif,  une nouvelle signalétique et le réaménagement du parking qui est étendu et goudronné.

## Fréquentation
Selon les estimations de la SNCF, la fréquentation annuelle de la gare figure dans le tableau ci-dessous.
| Année                      | 2015    | 2016    | 2017    | 2018    | 2019    | 2020    | 2021    | 2022    | 2023    | 2024    |
| -------------------------- | ------- | ------- | ------- | ------- | ------- | ------- | ------- | ------- | ------- | ------- |
| Voyageurs seuls            | 288 612 | 280 450 | 284 407 | 276 459 | 313 168 | 239 545 | 288 610 | 360 594 | 340 567 | 290 535 |
| Voyageurs et non voyageurs | 360 765 | 350 562 | 355 509 | 345 574 | 391 461 | 299 457 | 360 763 | 450 763 | 425 709 | 363 168 |

## Service des voyageurs

### Accueil
Gare SNCF, elle dispose d'un bâtiment voyageurs, avec guichet, ouvert tous les jours. Elle est équipée d'automates pour l'achat de titres de transport. C'est une gare « ACCÈS TER LORRAINE MÉTROLOR », proposant des aménagements, équipements et services pour les personnes à la mobilité réduite.
Une passerelle, équipée d'ascenseurs, permet la traversée des voies et le passage d'un quai à l'autre.
Depuis 2014, 2 écrans TFT ont été mis en place sur les quais à l'information des voyageurs.

### Desserte
Charmes (Vosges) est desservie par les trains TER Grand Est qui effectuent des missions entre les gares : de Nancy-Ville et d'Épinal, ou de Remiremont, ou de Belfort.

### Intermodalité
Un parc sécurisé pour les vélos et un parking pour les véhicules y sont aménagés.

## Galerie de photos

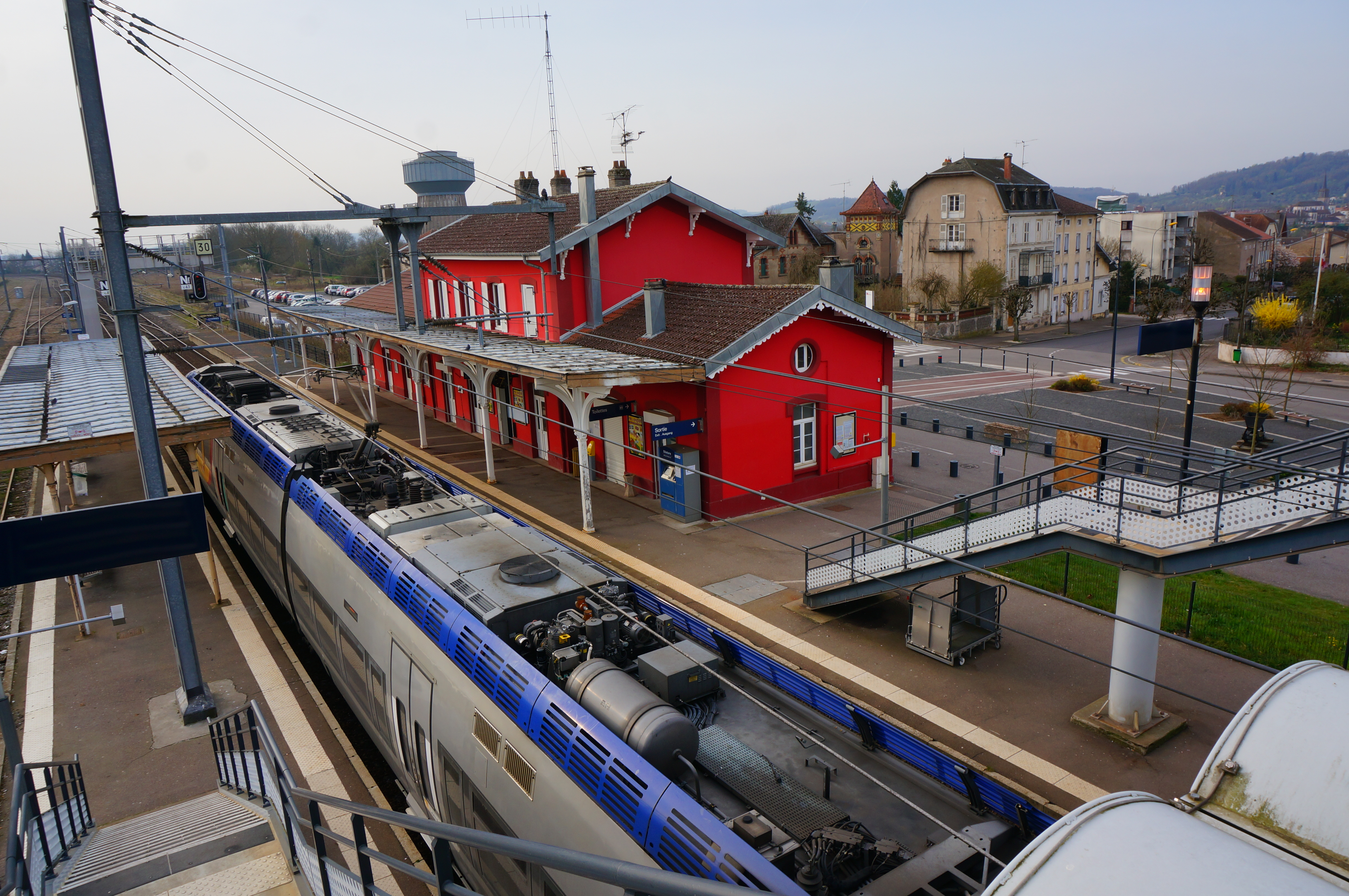
La gare vue de la passerelle.
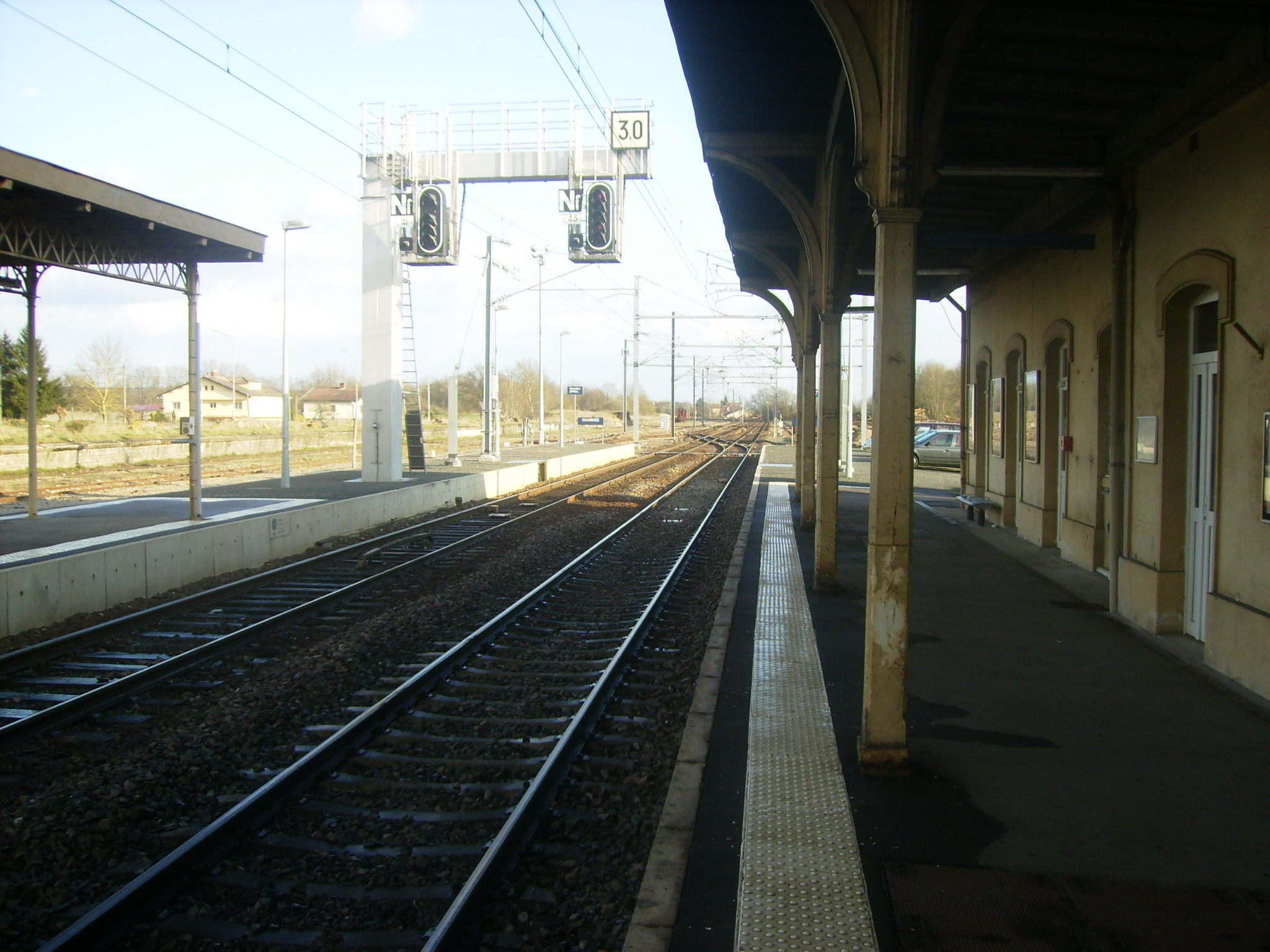
Intérieur en direction d'Épinal.
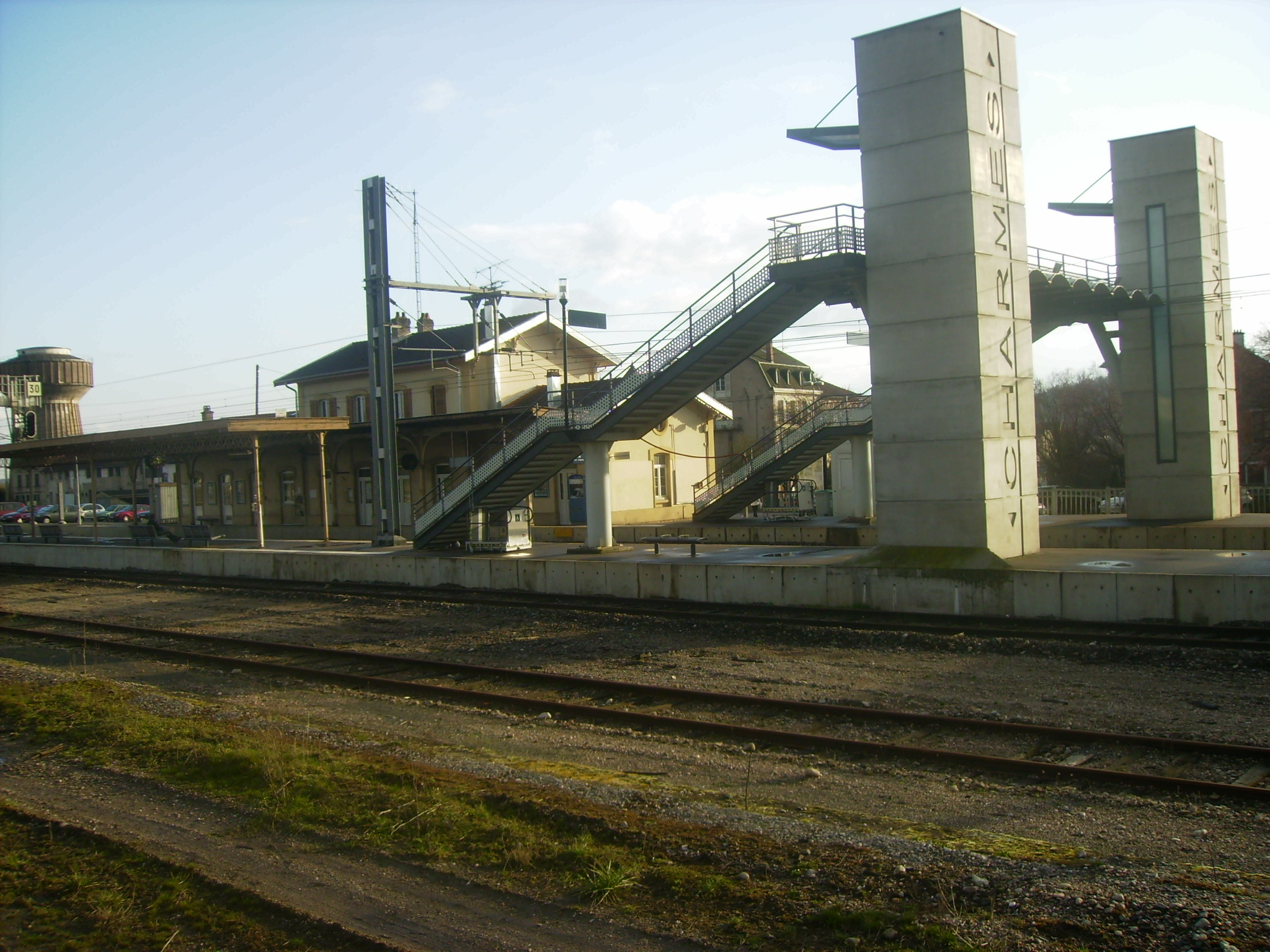
Passerelle et bâtiment voyageurs